# Vrchy
Vrchy är en ort i Tjeckien. Den ligger i den östra delen av landet, 250 km öster om huvudstaden Prag. Vrchy ligger 489 meter över havet och antalet invånare är 223.
Terrängen runt Vrchy är platt åt nordost, men åt sydväst är den kuperad. Runt Vrchy är det ganska tätbefolkat, med 86 invånare per kvadratkilometer. Närmaste större samhälle är Studénka, 15,2 km öster om Vrchy. Omgivningarna runt Vrchy är en mosaik av jordbruksmark och naturlig växtlighet.